# Infantele Jaime, Duce de Segovia
Infantele Jaime al Spaniei, Duce de Segovia (Jaime Leopoldo Isabelino Enrique Alejandro Alberto Alfonso Víctor Acacio Pedro Pablo María de Borbón y Battenberg) (23 iunie 1908 – 20 martie 1975), a fost al doilea fiu al regelui Alfonso al XIII-lea al Spaniei și a soției lui, prințesa Victoria Eugenie de Battenberg.

## Succesiune

Stema infantelui Spaniei, Don Jaime.

Pentru că el a fost surdo-mut, ca urmare a unei operații în copilărie, el a renunțat la drepturile sale la tronul spaniol pentru sine și urmașii săi la 21 iunie/23 iunie 1933. A devenit Primul Duce de Segovia. Cu toate acestea, în 1941, la moartea tatălui său, el a devenit moștenitorul de sex masculin senior legitim al Casei de Capet și s-a autoproclamat moștenitorul legitim al tronului francez și șef al Casei de Bourbon. Susținătorii legitimiști francezi îi spuneau Henric al VI-lea (din 1957 el a semnat toate documentele cu numele Jacques Henri).
A fost al 1.153 cavaler al Ordinului Lânii de Aur în 1921.

## Căsătorie și copii
Jaime s-a căsătorit la Roma la 4 martie 1935 cu Emmanuela de Dampierre (1913-2012), fiica nobilului francez Roger de Dampierre, Duce de San Lorenzo Nuovo și Viconte de Dampierre și a prințesei italiene Donna Vittoria Ruspoli. Cuplul a avut doi copii:
- Alfonso, Duce de Anjou și Cádiz (1936–1989)
- Gonzalo, Duce de Aquitaine (1937–2000)

Don Jaime și Emmanuella de Dampierre Ruspoli au divorțat în 1947 la București (divorț recunoscut de curtea italiană în 1949 dar nerecunoscut niciodată în Spania). La 3 august 1949, la Innsbruck, Don Jaime s-a recăsătorit civil cu cântăreața divorțată Charlotte Luise Auguste Tiedemann (1919-1979), fiica lui Otto Eugen Tiedemann și a soție lui, Luise Klein. Totuși, în ochii Bisericii Romano Catolice și a legitimiștilor francezi, Emmanuella de Dampierre Ruspoli a rămas întotdeauna soția lui. Din a doua căsătorie nu au rezultat copii.
Prima lui soție s-a recăsătorit la 21 noiembrie 1949 cu Antonio Sozzani (1918-2007); nu au avut copii.

## Renunțare
La 6 decembrie 1949, Don Jaime a revenit asupra renunțării sale la tronul Spaniei. La 3 mai 1964 și-a luat titlul de Duce de Madrid ca șef al ramurii carliste al succesiune spaniole. La 19 iulie 1969, Dom Jaime a renunțat definitiv la succesiunea spaniolă în favoarea nepotului său, actualul rege Juan Carlos I al Spaniei. 
Don Jaime a murit la spitalul St. Gall Cantonal din Elveția la 20 martie 1975. A fost înmormântat la El Escorial.